# Perticano
Il paese di Perticano è situato in una valle interamente circondato dai monti dell'Appennino Umbro-Marchigiano, e fa parte del "Parco Regionale del Monte Cucco.
Il paese è attraversato dal Rio Freddo che fa anche da confine tra l'Umbria e le Marche ed è frazione sia di Sassoferrato, in provincia di Ancona, sia di Scheggia e Pascelupo, in provincia di Perugia.

## Descrizione

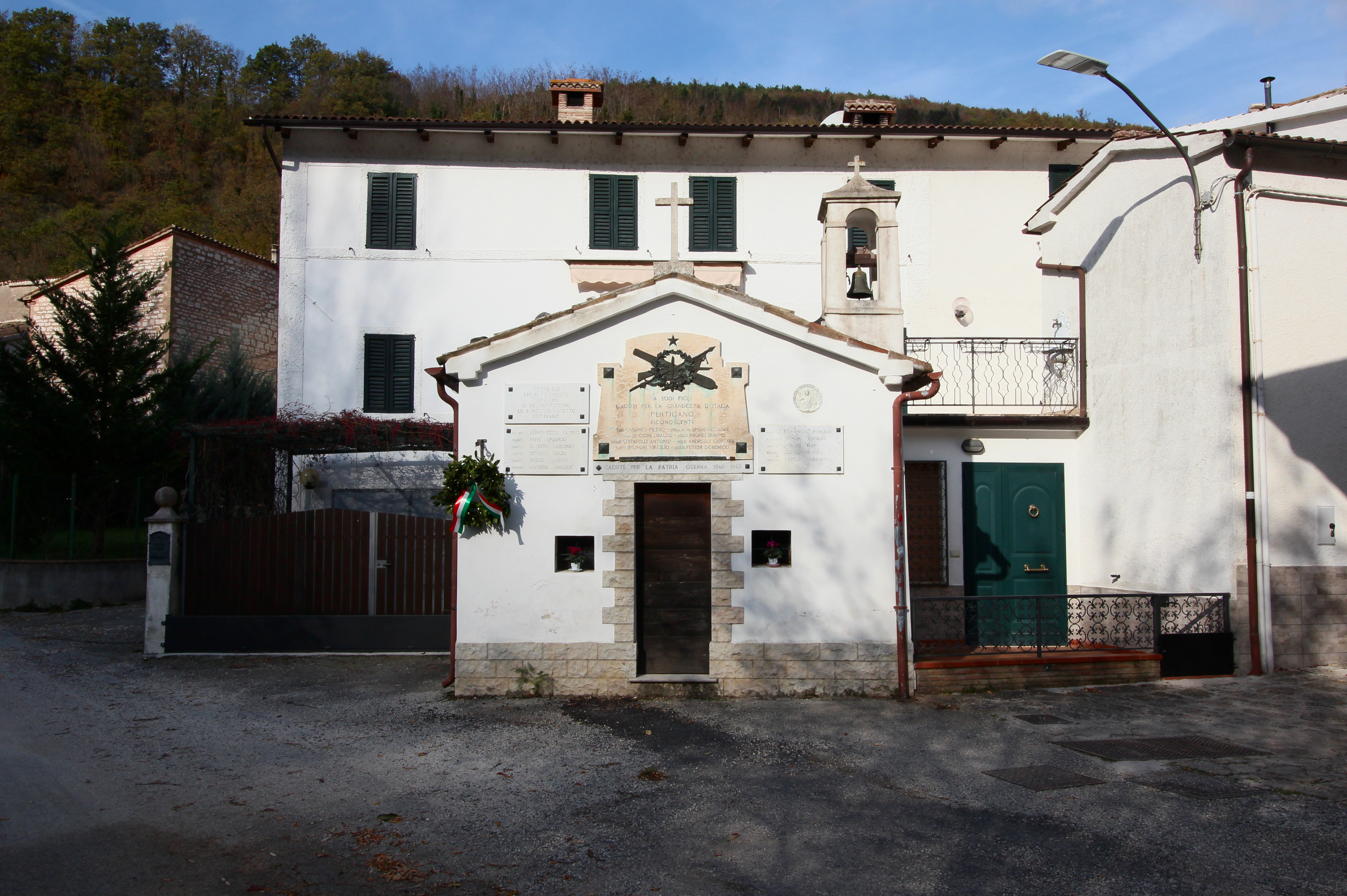
La chiesa della Madonnella

Al centro del piccolo paese è collocato un lago artificiale per la pesca sportiva delle trote.
Il paese conta circa 20 abitanti in inverno e 300 l'estate.
Di interesse artistico: 
la chiesetta "Madonnella" (costruita dai capofamiglia di Perticano verso la fine dell'Ottocento) divenuta poi anche Monumento ai Caduti della I e II Guerra Mondiale,
l'abbazia di Sant'Emiliano in Congiuntoli,
l'eremo di San Girolamo,
la chiesa di San Paterniano (Patrono del paese) ricostruita su una ben più antica costruzione.
Recentemente si è potuto provvedere alla realizzazione del restauro della chiesetta "la Madonnella", grazie all'intervento economico di tutti i paesani.
Il paese sembra prendere il nome da un guerriero di nome Gano che in epoca romana ivi morì in battaglia.
Da qui il nome Perticano, ossia "ivi perì Gano".
Di rilevante nota storica:
Perticano fu l'ultima precettoria templare ad essere colpita da mandato d'inquisizione il 28 febbraio 1310.
Di interesse turistico nella zona si citano: le grotte di Frasassi e le grotte di Monte Cucco.

## Storia
Dall'insieme dei documenti appare chiaro che il nome della villa era Perticano, mentre per la chiesa e la parrocchia di S. Paterniano si preferiva il dato ambientale, cioè il fiume, presso cui era la chiesa, detto Rigo Retroso (almeno 5 volte) o Petroso (2 volte). Il toponimo 'perticano' rimanda a 'pertica', quindi a palo o tronco, cioè a qualche struttura o simbolo simile ad un palo che segnalava un confine, probabilmente tra contea e diocesi di Gubbio e contea e diocesi di Nocera Umbra. La villa di Perticano è citata la prima volta all'anno 1246, quando Petruccio di Bernardo di Salvolo di detta villa è tra i testimoni convocati per la lite tra il nobile Federico di Federico ed il comune di Rocca Contrada (Regesti di Rocca Contrada I n. 271). Nel XII. secolo qui si insediarono i Templari ponendovi una precettoria che gestiva vari beni soprattutto in eugubino e sassoferratese. Di questa avrà parlato frà Gaimale maestro di tutte le obbedienze d'Italia che il 29 ottobre 1185 si trovava a Fano (Carte di Fonte Avellana I 302). Tuttavia essa sale alla ribalta solo dopo che il papa Clemente V, cedendo alle pressioni del re francese, ordinò l'inquisizione e la soppressione dell'Ordine. Il tribunale ecclesiastico convocò Giacomo da Monte Cucco (Piemonte) prima a Viterbo, poi a Gubbio per il 6 e 7 marzo 1310 a Gubbio, dopo che 'ultimo dicti mensis februarii in hostiis ecclesie Sancti Paterniani Nucerine dyocesis' era stato affisso l'ordine di comparizione (Gilmour- Byson, The Trial, 1982, p. 107). Subentrarono così i Gerosolimitani, alias Ospedalieri, che preposero frà Angelo fra 1332-34 alla 'domus Sancti Patriniani de Rigo Retroso' (Moullat, Liber Prioratus p. 233). Frà Angelo però aveva la carne debole e fece l'errore 'pro quia commiserat adulterium cum Lettitia filia Corradi d. Lettitie de Perticario - 5 fl. a.' (Fumi, I Registri del ducato di Spoleto della Serie 'Introitus et exitus', Perugia 1903, n. ix sub. 7 p. 159). Non è certo se dopo Angelo fu precettore frà Giacomo da Fiastra che pagò la penale, di certo nel 1364 lo era frà Bartolomeo 'de ghyca' rettore di S. Paterniano 'de rigo retroso', che andato con Anastasio priore di S. Cassano di Valbagnola alla rocca di Ancona, nominarono rettore della chiesa di Casalvento frà Bernardo di Angelo da Perticano, essendo morto don Matteo da Casalvento (Arch. St. Fabriano, Clavellorum, 2 c. 41). 
Nello Statuto di Sassoferrato del 1457 è citata la parrocchia di S. Paterniano di Perticano. Dall'elenco delle frazioni di Sassoferrato del 1588 risulta che Perticano aveva solo un consigliere, mentre Casalvento 4 e Montelago 8. Nel Subsidium contra Turcos del 1482 si ha che i 7 contribuenti 'De Rigoretroso' pagarono 5 fiorini (Atti e mem. Marche serie 4/3, 1926). Nel Liber Beneficiorum della diocesi di Nocera del 1568 si ha che 'Ecclesia S. Paterniani de Rivo Cetrose (sic!) lib. LXI' (cur. Sensi, sub 243). Dalla visita apostolica di Camaiani del 1573 risulta che la parrocchia comprendeva pure Monte Bollo e Pantana ed aveva 70 famiglie. Da quella di Mannelli del 1580 risulta che la chiesa era senza canonica ed era retta da don Francesco Cesari ed era commenda di Camillo Ghisi. Dal Cabreo 203 del 1680 (presso l'Ordine di Malta a Roma) risulta che la chiesa de quo 'di Rio Ristorato detto Retroso' era commenda di frà Silvio de Vecchi. Nel Cabreo 204 del 1706 si afferma che la chiesa di S. P. prima detta di 'Riopetroso', poi 'chiamata di Rio Ritroso' era commenda di Ascanio Bologna. Era lunga 32 piedi, larga 17 ed alta 12. Dal Cabreo 206 del 1731 emerge che la chiesa aveva una campana grande sul campanile alta due piedi ed un terzo, lunga palmi due, del peso di 200 libbre con l'iscrizione 'Christus vincit, Christus regnat, Christus imperat, ab omni malo nos defendat 1676'. (Ordine di Malta: ASMOM serie Cabrei e Miglioramenti).